# Grammy Award for Best Ethnic or Traditional Folk Recording

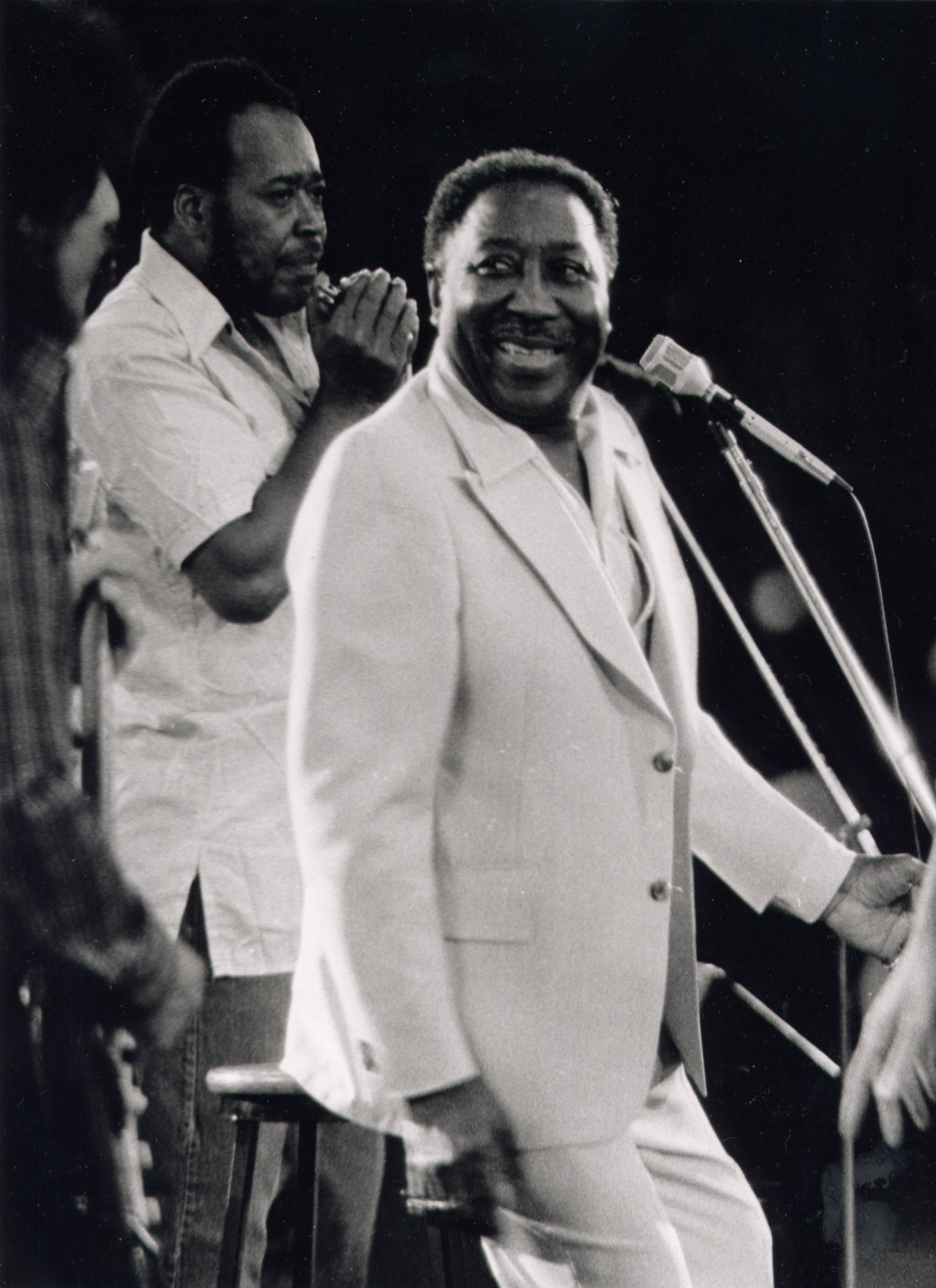
Muddy Waters hat den Grammy Award for Best Ethnic or Traditional Folk Album insgesamt sechs Mal erhalten

Der Grammy Award for Best Ethnic or Traditional Folk Recording, auf Deutsch „Grammy-Auszeichnung für das beste ethnische oder traditionelle Folk-Album“, ist ein Musikpreis, der von 1960 bis 1986 von der amerikanischen Recording Academy verliehen wurde. Der Preis ging an Musiker für Musiktitel oder Alben aus dem Bereich der Folkmusik.

## Geschichte und Hintergrund
Die seit 1959 verliehenen Grammy Awards werden jährlich in zahlreichen Kategorien von der Recording Academy in den Vereinigten Staaten vergeben, um künstlerische Leistung, technische Kompetenz und hervorragende Gesamtleistung ohne Rücksicht auf die Album-Verkäufe oder Chart-Position zu würdigen.
Eine dieser Kategorien ist der Grammy Award for Best Ethnic or Traditional Folk Album. Die Auszeichnung wurde von 1960 bis 1986 vergeben. Während dieser Zeit hat sich der Name der Auszeichnung einige Mal geringfügig geändert:
- Von 1960 bis 1961 hieß die Auszeichnung Grammy Award for Best Performance - Folk
- Von 1962 bis 1967 wurde sie Grammy Award for Best Folk Recording genannt
- Von 1968 bis 1970 nannte der Preis sich Grammy Award for Best Folk Performance
- 1971 und von 1973 bis 1974 lautete die Bezeichnung Grammy Award for Best Ethnic or Traditional Recording (including traditional blues)
- 1972 und von 1975 bis 1982 hieß die Auszeichnung Grammy Award for Best Ethnic or Traditional Recording
- Und von 1983 bis 1986 wurde der Grammy Award for Best Ethnic or Traditional Folk Recording ausgezeichnet

1987 wurde der Preis in zwei neue Auszeichnungen aufgeteilt: den Grammy Award for Best Traditional Folk Album und den Grammy Award for Best Contemporary Folk Album.

## Gewinner und Nominierte
| Jahr | Gewinner                                         | Nationalität                 | Titel                                         | Nominierte | Bild des/der Gewinner(s) |
| ---- | ------------------------------------------------ | ---------------------------- | --------------------------------------------- | ---------- | ------------------------ |
| 1960 | The Kingston Trio                                | Vereinigte Staaten           | The Kingston Trio at Large                    |            |                          |
| 1961 | Harry Belafonte                                  | Vereinigte Staaten           | Swing Dat Hammer                              |            |                          |
| 1962 | Belafonte Folk Singers                           | Vereinigte Staaten           | Belafonte Folk Singers at Home and Abroad     |            |                          |
| 1963 | Peter, Paul and Mary                             | Vereinigte Staaten           | If I Had a Hammer                             |            |                          |
| 1964 | Peter, Paul and Mary                             | Vereinigte Staaten           | Blowin’ in the Wind                           |            |                          |
| 1965 | Gale Garnett                                     | Neuseeland                   | We’ll Sing in the Sunshine                    |            |                          |
| 1966 | Harry Belafonte und Miriam Makeba                | Vereinigte Staaten Südafrika | An Evening with Belafonte/Makeba              |            |                          |
| 1967 | Cortelia Clark                                   | Vereinigte Staaten           | Blues in the Street                           |            |                          |
| 1968 | John Hartford                                    | Vereinigte Staaten           | Gentle on My Mind                             |            |                          |
| 1969 | Judy Collins                                     | Vereinigte Staaten           | Both Sides Now                                |            |                          |
| 1970 | Joni Mitchell                                    | Kanada                       | Clouds                                        |            |                          |
| 1971 | T-Bone Walker                                    | Vereinigte Staaten           | Good Feelin’                                  |            |                          |
| 1972 | Muddy Waters                                     | Vereinigte Staaten           | They Call Me Muddy Waters                     |            |                          |
| 1973 | Muddy Waters                                     | Vereinigte Staaten           | The London Muddy Waters Sessions              |            |                          |
| 1974 | Doc Watson                                       | Vereinigte Staaten           | Then and Now                                  |            |                          |
| 1975 | Doc Watson und Merle Watson                      | Vereinigte Staaten           | Two Days in November                          |            |                          |
| 1976 | Muddy Waters                                     | Vereinigte Staaten           | The Muddy Waters Woodstock Album              |            |                          |
| 1977 | John Hartford                                    | Vereinigte Staaten           | Mark Twang                                    |            |                          |
| 1978 | Muddy Waters                                     | Vereinigte Staaten           | Hard Again                                    |            |                          |
| 1979 | Muddy Waters                                     | Vereinigte Staaten           | I’m Ready                                     |            |                          |
| 1980 | Muddy Waters                                     | Vereinigte Staaten           | Muddy "Mississippi" Waters Live               |            |                          |
| 1981 | Verschiedene Künstler; Norman Dayron (Produzent) |                              | Rare Blues                                    |            |                          |
| 1982 | B. B. King                                       | Vereinigte Staaten           | There Must Be a Better World Somewhere        |            |                          |
| 1983 | Queen Ida                                        | Vereinigte Staaten           | Queen Ida & the Bon Temps Zydeco Band on Tour |            |                          |
| 1984 | Clifton Chenier & His Red Hot Louisiana Band     | Vereinigte Staaten           | I’m Here                                      |            |                          |
| 1985 | Elizabeth Cotten                                 | Vereinigte Staaten           | Elizabeth Cotten Live!                        |            |                          |
| 1986 | Rockin’ Sidney                                   | Vereinigte Staaten           | My Toot Toot                                  |            |                          |